# 2008年日本の補欠選挙
2008年日本の補欠選挙（2008ねん にほんの ほけつせんきょ）では、日本の立法府である衆議院と参議院の議員を補充するために行われた補欠選挙の結果について取り上げる。

## 概要
補欠選挙は、議員が辞職、あるいは死亡したこと等で、欠員が生じた場合にその欠員を補充するために行われる選挙である。2000年（平成12年）の公職選挙法改正によって、衆議院と参議院の補欠選挙は4月と10月の年2回にまとめて実施されている。
なお補欠選挙の期日については公職選挙法第33条の2において以下のように定められている。
- 9月16日から翌年の3月15日（第1期間）において衆議院議員及び参議院議員の再選挙または補欠選挙を行うべき事由が生じた場合は、当該期間直後の4月の第4日曜日に実施
- 3月16日からその年の9月15日（第2期間）までに衆議院議員及び参議院議員の再選挙または補欠選挙を行うべき事由が生じた場合は、当該期間直後の10月の第4日曜日に実施

## 4月27日に実施された補欠選挙
第1期間直後の4月27日に実施された補欠選挙は山口2区1箇所のみで、福田康夫内閣が発足してから初めてとなる国政選挙でもあった。日本共産党が候補擁立を見送ったこともあり、自民党新人の山本繁太郎候補と、民主党前職の平岡秀夫候補による一騎討ちの選挙戦となった。

### 補欠選挙の概要
- 告示日：2008年4月15日
- 投票日：2008年4月27日
- 選挙区：1箇所

衆議院山口2区

### 選挙事由と候補者
- 山口2区
- 選挙事由：福田良彦衆議院議員（自由民主党）が岩国市長選挙への立候補準備のため、議員辞職したことによる。なお、福田は2月に行われた市長選挙で現職の井原勝介を破って当選した。
- 候補者：2名

| 候補者名   | 性別 | 年齢 | 党派（推薦）         | 新旧 | 職業                                     |
| ---------- | ---- | ---- | -------------------- | ---- | ---------------------------------------- |
| 山本繁太郎 | 男   | 59   | 自由民主党（公明党） | 新人 | 政党役員・内閣官房地域活性化統合事務局長 |
| 平岡秀夫   | 男   | 54   | 民主党（社会民主党） | 前職 | 弁護士・前衆議院議員（比例中国ブロック） |
なお、平岡は衆議院議員で前回の選挙では比例中国ブロックで当選（重複立候補による復活）しており、補選への立候補届出により公職選挙法の規定で衆議院議員を退職（自動失職）となった。その後、民主党比例中国ブロックの比例名簿から欠員補充として、次点者の和田隆志が繰上当選となった。
出典：第44回衆議院議員補欠選挙（山口2区）-ザ・選挙（2011年8月9日閲覧）

### 選挙結果
選挙戦当初から優位に戦いを進めていた平岡候補が山本候補に2万票余りの大差をつけて当選を果たした。
- 当日有権者：308,017名
- 投票者数：212,540名
- 投票率：69.00％（2005年総選挙時の2区投票率72.45％）

| 当落                   | 候補者                 | 党派（推薦）           | 新旧                   | 得票    |
| ---------------------- | ---------------------- | ---------------------- | ---------------------- | ------- |
| 当選                   | 平岡秀夫               | 民主党（社会民主党）   | 前職                   | 116,348 |
|                        | 山本繁太郎             | 自由民主党（公明党）   | 新人                   | 94,404  |
| 得票合計（有効得票数） | 得票合計（有効得票数） | 得票合計（有効得票数） | 得票合計（有効得票数） | 212,752 |
| 無効得票数             | 無効得票数             | 無効得票数             | 無効得票数             | 1,784   |
| 投票総数               | 投票総数               | 投票総数               | 投票総数               | 212,536 |
出典：平成20年4月28日総務省“衆議院山口県第2区選出議員補欠選挙結果調” (PDF) 。2011年8月9日閲覧

## 10月に実施された補欠選挙
第2期間において衆議院議員及び参議院議員の欠員が生じなかったため補欠選挙は行われなかった。